# Arctosa hallasanensis
Arctosa hallasanensis là một loài nhện trong họ Lycosidae.
Loài này thuộc chi Arctosa. Arctosa hallasanensis được Kap Yong Paik miêu tả năm 1994.